# Georges-Antoine de Rodenstein

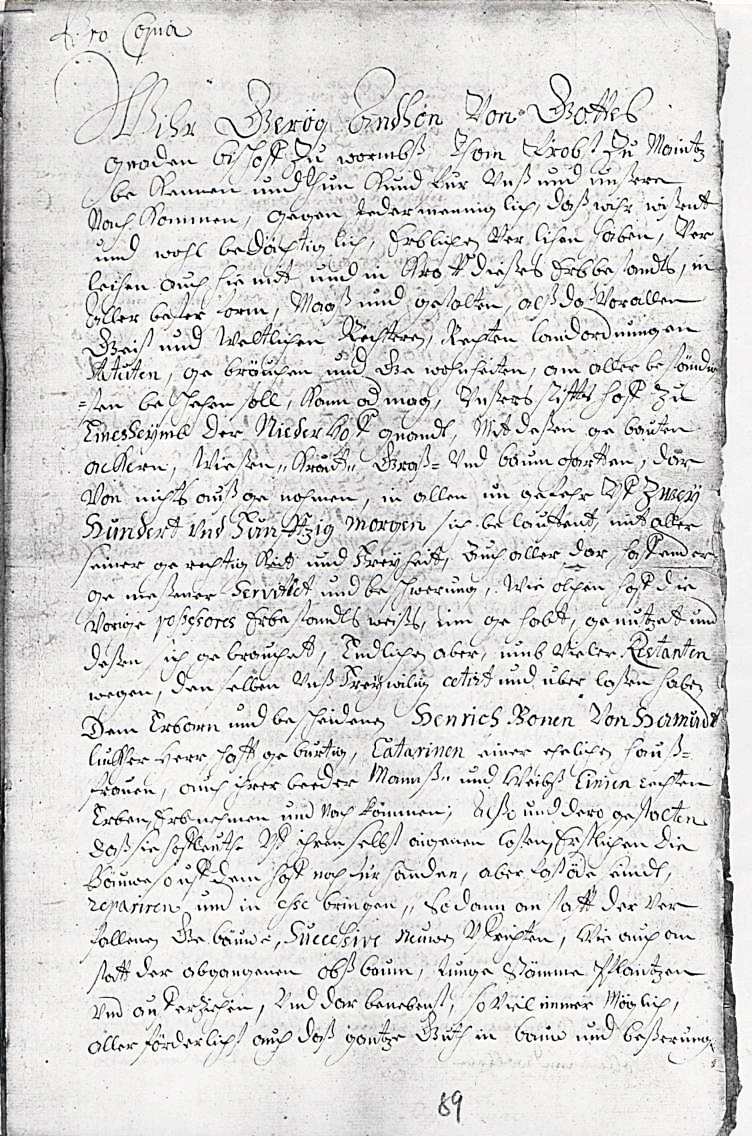
Contrat d'affermagede l'évêque passé en 1651 avec un émigrant venu des Flandres, pour une terre de l'évêché à Immesheim. Cet acte prévoit deux années d'affermage gratuites et 20 ans de loyer, les loyers complets devant n'être versés qu'à partir de 1673. Le texte commence ainsi : „Wir Geörg Andhon von Gottes Gnaden Bischoff zu Wormbs Dhompropst zu Maintz...“

Georges-Antoine de Rodenstein (né le 29 septembre 1579 et mort le 30 octobre 1652 à Mayence) est un prince de l'Église, qui fut évêque de Worms entre 1629 et 1652. Il eut la tâche difficile d'administrer un diocèse ravagé par la guerre contre les Suédois.

## Biographie
Issu de la lignée des princes von Rodenstein (de) d'Umstadt, il était le fils de Georg Otto von Rodenstein et de son épouse Anna-Helena von Oberstein,.
Rodenstein fut élevé par son oncle, le doyen du chapitre de Spire Andreas von Oberstein (de), qui lui assura en 1594 une prébende de chanoine à la Cathédrale de Spire. Oberstein était alors un promoteur en vue des principes du Concile de Trente.
Georges-Antoine de Rodenstein étudia au collège de Douai, à l’Université de Poitiers, de Rome et de Sienne, et, ayant été reçu chanoine de Worms en 1609, prononça ses vœux l'année suivante ; en 1622 il était choisi comme ecclésiarque de la Cathédrale de Worms. En 1612 il devint chanoine de Mayence, en 1634 il était nommé prévôt de Mayence, puis en 1638 doyen du chapitre ; mais à partir de 1622 il officia surtout comme doyen du chapitre de Spire. En tant que prévôt, il était en outre chanoine de l’Abbaye Saint-Alban devant Mayence.
En 1629, au début de la guerre de Trente Ans, Georges-Antoine de Rodenstein fut choisi comme évêque de Worms ; il n'accepta cette fonction qu'à contre-cœur vu les circonstances, mais l'exerça finalement de 1630 à 1652. Et dès 1630, devant l'avance des troupes suédoises, il dut fuir Worms, abandonnant les fonctions sacerdotales en ville à deux Capucins. Au retour des autorités ecclésiastiques à Worms en 1635, Rodenstein récompensa l'ordre religieux qui s'était acquitté du maintien du catholicisme en l'établissant définitivement à Worms et en l'associant à son gouvernement. En vertu de l’extraordinaire année sainte décrétée par le pape Urbain VIII pour le Saint Empire malgré la guerre, Georges-Antoine de Rodenstein et d'autres prélats prirent part le 27 mai 1634 à une importante cérémonie ponctuée par une procession solennelle à Cologne. Rodenstein, quoiqu'il fût un prélat zélé, n'avait plus les mains libres compte tenu de la présence des forces d'occupation, et devait souvent s'absenter de son diocèse. Vers la fin de la guerre, il offrit aux fidèles revenus à la fois catholique les terres dévastées du Diocèse de Worms, autrefois chèrement affermées.
L'évêque mourut le 30 octobre 1652 à Mayence et fut inhumé dans la crypte de la cathédrale, chapelle Saint-Boniface, devant l'autel qu'il avait lui-même consacré.
Un autre évêque de Worms, Philippe Ier de Rodenstein (de) (1595–1604), était par la branche paternelle des (Rodenstein) le cousin de son grand-père, et par la branche maternelle son propre cousin.

## Voir également
- (de) Cet article est partiellement ou en totalité issu de l’article de Wikipédia en allemand intitulé « Georg_Anton_von_Rodenstein » (voir la liste des auteurs).
- (de) Généalogie des parents de l'évêque et de leurs enfants (dernière ligne)